# San Tomaso Agordino
San Tomaso Agordino (ladinisch San Tomas) ist eine norditalienische Gemeinde (comune) mit 598 Einwohnern (Stand 31. Dezember 2023) in der Provinz Belluno in Venetien. Die Gemeinde liegt etwa 32,5 Kilometer nordwestlich von Belluno. Der Verwaltungssitz befindet sich im Ortsteil Celat.

## Bevölkerungsentwicklung
Einwohner

## Gemeindepartnerschaften
San Tomaso Agordino unterhält eine Partnerschaft mit der brasilianischen Gemeinde Massaranduba im Bundesstaat Santa Catarina (Microregion Joinville).

## Verkehr
Durch die Gemeinde führt die frühere Strada Statale 203 Agordina (heute eine Regionalstraße) von Sedico nach Livinallongo del Col di Lana.